# ダウナー・レール
ダウナー・レール（英語: Downer Rail）は、オーストラリアに拠点を置く製品およびサービス会社。ウォーカーズとクライドエンジニアリングの合併により設立され、現在はダウナーEDIのグループ会社である。その業務内容には鉄道車両の設計・製造・改造・保守が含まれる。

## 歴史
エヴァンス・ディーキン・インダストリーズとダウナーグループが合併してダウナーEDIが成立した後、2001年3月にEDIのレール部門が設立された。2007年7月にレール部門はダウナー・レールと改称され、2018年にダウナーグループのインフラサービス部門と合併して輸送およびインフラストラクチャ整備を担当する現在の体制が形成された。
2009年11月、メルボルンでヤラトラムを運営していたフランスの輸送グループケオリスとの合弁企業ケオリス・ダウナーに49％出資し、トラムの運行事業者となった。

## 車両
- GM900形ディーゼル機関車（英語版）
- EMD G12形ディーゼル機関車（英語版）
- EMD G16形ディーゼル機関車（英語版）

## 事業
- クランボーンレールライン（英語版）の電化
- アップフィールド鉄道線（英語版）とパッケナム鉄道線（英語版）の軌道改修
- パシフィック・ナショナル（英語版）の路線メンテナンス